# 333 (عدد)
 333 هو عدد صحيح، يلي العدد 332 ويسبق العدد 334.

## في الرياضيات

### خصائص
- عدد طبيعي.[3]
- عدد فردي.[4][5]

```
عدد 
موجب
،
[
6
]
 
السالب
 منه هو - 
333
.
[
7
]
```

## في التاريخ
- 333 هـ هي سنة في التقويم الهجري.
- هي سنة  333 م في التقويم الميلادي.

## وصلات خارجية
الأعداد الصاتمة، ديوان اللغة العربية.